# 薛元赏
薛元赏（8世纪—852年），唐朝官员，唐武宗年间官至工部尚书，《新唐书·循吏传》有其传。

## 生平

### 家世及早期仕途
籍贯、世系失考。曾任廷尉丞、华原县令。太和四年（830年），由司农少卿出为汉州刺史。时李德裕为剑南西川节度使，上报吐蕃维州投降，宰相牛僧孺反对，将维州降将和地盘还给吐蕃。薛元赏上书极言可趁机安抚维州降将，机不可失。文宗没有批准。段文昌代李德裕后，推薛元赏政绩第一。太和六年（832年）卸任刺史。张次宗曾代段文昌作《荐前汉州刺史薛元赏状》。累迁司农卿。

### 唐文宗年间
太和九年（835年）十二月，甘露之变后，禁军暴横，京兆尹张仲方不敢诘问，宰相郑覃以其不胜任，以薛元赏代之。薛元赏拜访宰相李石，见李石在厅堂与一人争辯，声音很大。薛元赏派人打听，说是神策军将在诉讼。薛元赏小跑而入，责李石不能制一军将，令其如此无礼，然后跑出上马，命左右擒住军将到下马桥，解开他的衣服令他长跪。神策军中尉仇士良闻讯派宦官召薛元赏，薛元赏称等公事结束再去，然后杖杀军将，穿囚服前去。仇士良指责：“痴书生何敢杖杀禁军大将！”薛元赏说中尉和宰相都是大臣，无论是宰相的人无礼于中尉还是中尉的人无礼于宰相都不可饶恕，仇士良身为中尉应该守法，自己此来愿意领死。仇士良知道军将已死，无可奈何，只能喊人上酒与薛元赏欢饮作罢。
开成元年（836年）三月，尚书左仆射令狐楚从容奏请收葬死于甘露之变的宰相王涯、贾餗等人遗骸，文宗惨然久之，诏命薛元赏收葬王涯、贾餗等十一人于城西，各赐衣一袭。仇士良秘密派人发掘，弃骨于渭水。
十二月，薛元赏以京兆尹、兼御史大夫出为武宁节度使、徐泗宿濠观察等使。二年（837年）十二月，上奏罢除泗口多余的杂税，百姓称好。

### 唐武宗年间
会昌元年（841年）调任天平军节度使。不迟于三年（843年）二月卸任。
会昌年间，李德裕当国，四年（844年）五月，复拜薛元赏为京兆尹。都市多有侠少年，以黛墨纹身，仗着自己异于常人的力气劫掠街坊。薛元赏到府三日，收捕恶少，杖死三十余人，陈尸闹市，余党惧怕，争着用火除去自己的纹身。薛元赏长于吏事，能推言时弊，一件件说清楚。禁军仗势惊扰府县，薛元赏数次与其相争，不宽纵，因此军队的暴行得以制止，百姓依赖他得以安定。加检校吏部尚书。薛元赏推荐自己在天平军的下属卢践言为泾阳尉。一年后，薛元赏进工部尚书，领诸道盐铁转运使。曾上《东都神主议》。李德裕用薛元赏弟薛元龟为京兆少尹，知府事。

### 唐宣宗年间
会昌六年（846年）三月，唐宣宗登基，四月，罢免李德裕。宣宗认为薛元赏兄弟是李德裕的党羽，于是薛元龟获罪贬崖州司户参军，薛元赏被贬为忠州刺史、除授袁王傅。大中三年（849年），以银青光禄大夫、袁王傅复拜昭义节度使。大中六年（852年）逝世。